# Maria Bonita
Maria Gomes de Oliveira, conocida como Maria Bonita (Glória, Bahía, Brasil, 8 de marzo de 1911-Poço Redondo, Sergipe, 28 de julio de 1938), fue la primera mujer en participar de un grupo de cangaceiros y la compañera del más célebre de sus jefes, Virgulino Ferreira da Silva «Lampião».

## Biografía
Hija de María Joaquina y José Gomes, a los quince años se casó con José Miguel da Silva, conocido como Zé Neném, un zapatero. En 1929, por una desavenencia matrimonial, conoció a Virgulino Ferreira da Silva, alias «Lampião», quien era el forajido más conocido del noreste brasileño, parte de un movimiento conocido como cangaceiros, que por un lado se veían como simples bandoleros sin ley, y por otro, como movimientos rebeldes que buscaban un cambio en su sociedad.
Al año siguiente, Maria Gomes de Oliveira se unió a Lampião y vivió con el cangaceiro durante 8 años, hasta el día de su muerte en Angico, Porto da Folha, el 28 de julio de 1938, cuando la banda fue sorprendida en un campamento y Maria Bonita fue degollada. Durante esos ocho años, Maria Bonita se ganó el apodo de Reina del Cangaço. Tuvo cuatro hijos, de los cuales solamente sobrevivió Expedita, nacida el 8 de septiembre de 1932.
María Bonita es parte del folklore latinoamericano, y es común encontrar comercios y lugares públicos bautizados en honor a la Reina del Cangaço.

## Representações na cultura popular

### Apodo
Desde su infancia, la bahiana Maria Gomes de Oliveira fue llamada Maria de Déa, en referencia a su madre. Ni su familia ni el bando de Lampião la llamaban Maria Bonita, un apodo que solo se popularizó tras su muerte.  Existen varias versiones sobre el origen de este nombre. Una dice que fue inventado por periodistas de Río de Janeiro, posiblemente inspirado en la película Maria Bonita, estrenada en 1937 y basada en la novela con el mismo nombre de 1921 de Afrânio Peixoto . Otra dice que el apodo fue puesto por soldados que quedaron impresionados por la belleza de la cangaceira al momento de su asesinato el 28 de julio de 1938. 

### Patrimonio histórico
En 2006, la prefectura de Paulo Afonso restauró la casa de infancia de María Bonita, dando lugar al Museo Casa de María Bonita . 

### Representaciones literarias
- María Bonita está representada en la obra Lampião (1953), de la escritora Rachel de Queiroz . [1]
- Fue interpretada por Tânia Alves en la miniserie de TV Globo Lampião y Maria Bonita (1982), escrita por Aguinaldo Silva y Doc Comparato . Nelson Xavier interpretó a Lampião .
- En 2018, la periodista Adriana Negreiros lanzó el libro María Bonita: sexo, violencia y mujeres en cangaço a través de Objetiva. [4]